# Prunum camachoi
Prunum camachoi là một loài ốc biển, là động vật thân mềm chân bụng sống ở biển trong họ Marginellidae, họ ốc mép.

## Phân bố
Chúng phân bố ở Vịnh Mexico